# 야이르
야이르(공동번역성서, 로마가톨릭), 야일(개신교)(히브리어: יָאִיר 그가 비춘다)는 판관기의 판관 중 하나로, 길르앗 사람이다. 돌라가 23년간의 재임 후 사망하자 즉위하여 22년간 이스라엘을 판관으로서 다스렸다.
열왕기상 2장에 야이르의 계보가 등장한다. 야이르는 헤스론이 길르앗의 아버지 마길의 딸에게서 낳은 스굽의 아들이다. 마길은 므나쎄의 후손이다.
판관기 10장 3~5절의 기록에 의하면, 야이르는 나귀를 타고 다니는 30명의 아들을 두었는데, 이들이 길르앗에 위치한 30개 성읍을 다스렸다고 한다. 이들이 다스리던 성읍들을 하봇야일이라 한다. 그러나 열왕기상 2장에서는 30개가 아닌 23개라 기록한다.
야이르 죽어 카몬에 묻혔다. 이때 카몬은 셀레우코스 제국의 안티오코스 3세 메가스가 펠라에서 게프룬Gephrun으로 점령해나갈 때 거쳐간 카문Kamun과 같은 곳이라는 주장이 있다. 야이르가 죽은 뒤 이스라엘 민족은 다시 타락하여 불레셋인과 암몬인들로부터 18년간 핍박을 받다가 입다에 의해 다시 구해진다.
다윗은 비그리의 아들 세바의 반란 이후 야이르 사람 이라를 사제로 임명하기도 했다.

## 같이 보기
- 판관기
- 판관 (성경)